# Cock van der Hulst
Cock van der Hulst (Zoeterwoude, 27 december 1942 - 21 november 2020) was een Nederlands wielrenner en veldrijder. 
Van der Hulst werd in 1968 en 1973 Nederlands kampioen veldrijden. In 1968 behaalde hij een derde plaats op de Wereldkampioenschappen veldrijden voor amateurs. 
De kleindochter van Cock van de Hulst, Amber van der Hulst is actief als wielrenster.